# Cyrtauchenius
Cyrtauchenius là một chi nhện trong họ Cyrtaucheniidae.

## Các loài
Chi gồm có các loài sau:
- Cyrtauchenius artifex (Simon, 1889)
- Cyrtauchenius bedeli Simon, 1881
- Cyrtauchenius bicolor (Simon, 1889)
- Cyrtauchenius castaneiceps (Simon, 1889)
- Cyrtauchenius dayensis Simon, 1881
- Cyrtauchenius doleschalli Ausserer, 1871
- Cyrtauchenius inops (Simon, 1889)
- Cyrtauchenius latastei Simon, 1881
- Cyrtauchenius longipalpus (Denis, 1945)
- Cyrtauchenius luridus Simon, 1881
- Cyrtauchenius maculatus (Simon, 1889)
- Cyrtauchenius obscurus Ausserer, 1871
- Cyrtauchenius structor (Simon, 1889)
- Cyrtauchenius talpa Simon, 1891
- Cyrtauchenius terricola (Lucas, 1846)
- Cyrtauchenius vittatus Simon, 1881
- Cyrtauchenius walckenaeri (Lucas, 1846)